# 新塚 (新座市)
新塚（にいづか）は、埼玉県新座市の町名および大字。現行行政地名は新塚一丁目および大字新塚。郵便番号は352-0013。

## 地理
埼玉県新座市西部に位置する。南を新座市栄、東京都練馬区大泉学園町と接する。北部は朝霞市と接する。地区の南部と東部が一丁目となっており、残りが大字として残る。大字部分に朝霞駐屯地が所在する。東部を黒目川を流れる。

## 歴史
- 1982年（昭和57年）12月1日 - 大字片山から大字新塚が成立[3]。(昭和41年の地図には既に新塚の地名が入っているのでもっと古いのではないか？)
- 時期不明 - 大字新塚の一部から新塚一丁目が成立。

## 交通

### 道路
- 市場坂通り
- 東京都道・埼玉県道108号東京朝霞線

### 鉄道
- 鉄道は敷設されていない。東武東上線朝霞駅および西武池袋線大泉学園駅が最寄り駅となる。

## 施設
- 埼玉県立新座総合技術高等学校
- 新座市立栄小学校
- 新座市栄出張所
- 新座市立福祉の里体育館
- 陸上自衛隊朝霞駐屯地
- 陸上自衛隊朝霞訓練場
- 第18回オリンピック競技大会表彰台跡地
- 新座墓苑斎場
- 新座市営墓園
- 市場坂遺跡
- 栄緑道公園
- 埼玉県新座防災基地